# Platypalpus alpigenus
Platypalpus alpigenus är en tvåvingeart som först beskrevs av Gabriel Strobl 1893.  Platypalpus alpigenus ingår i släktet Platypalpus och familjen puckeldansflugor. Inga underarter finns listade i Catalogue of Life.